# 亞洲黑熊
亞洲黑熊（學名：Ursus thibetanus）是熊属的哺乳動物。胸部有白色新月形斑紋，又稱為月斑熊、月紋熊、月牙熊、新月熊、月熊、狗熊，別名黑瞎子，藏語譯音為「董」，门巴语譯音為「歐目虾」，白语稱“jinl”（[IPA ʨĩ55]）。
黑熊因为人类活动的扩张造成的栖息地丧失及其为获取其皮毛而进行的过度捕猎都使其数量逐渐减少，因此目前亚洲黑熊处於易危状态。

## 分佈
亞洲黑熊喜歡在海拔1000到3000公尺的山林居住，到了冬天就遷移到低海拔地區。牠們的分佈地區分為兩處：從中國東北地區和日本、阿富汗和巴基斯坦到越南和泰國，現多分佈於歐亞大陸的東部、臺灣、日本等地的森林地帶。

## 特徵
體型比棕熊（Ursus arctos）小很多，身體粗壯。頭闊，吻較短。除胸部具有白色或黃色倒人字斑紋外，全身被著富有光澤的漆黑色毛；鼻面部棕褐色或赭色。頸側部毛較長，成毛叢狀；胸部毛最短；前足腕墊發達，與掌墊相連；前後肢趾呈黑色。通常以四肢行走，為蹠行，但是也能用後腿站起。擅長上樹和游泳。

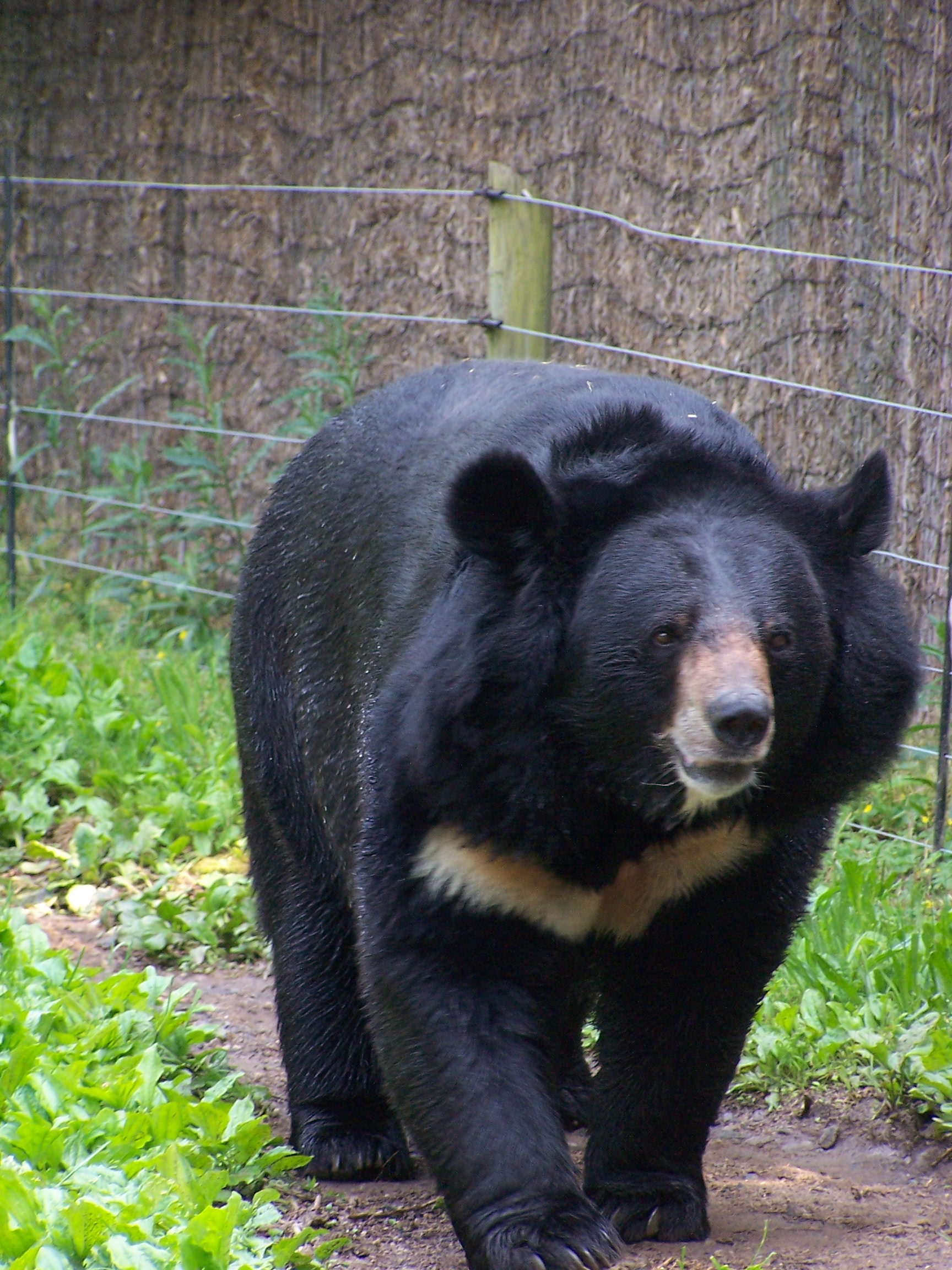
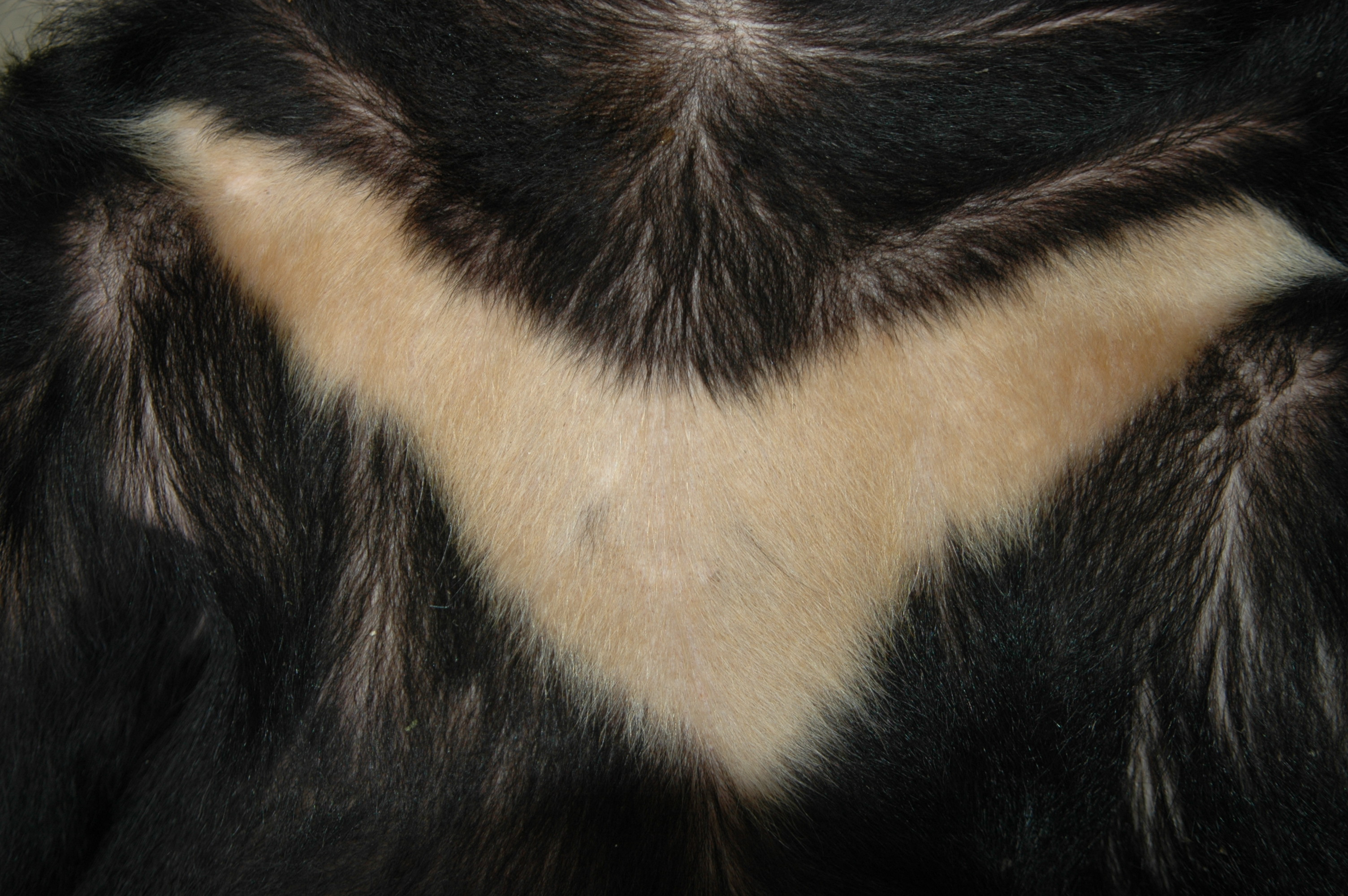
胸前
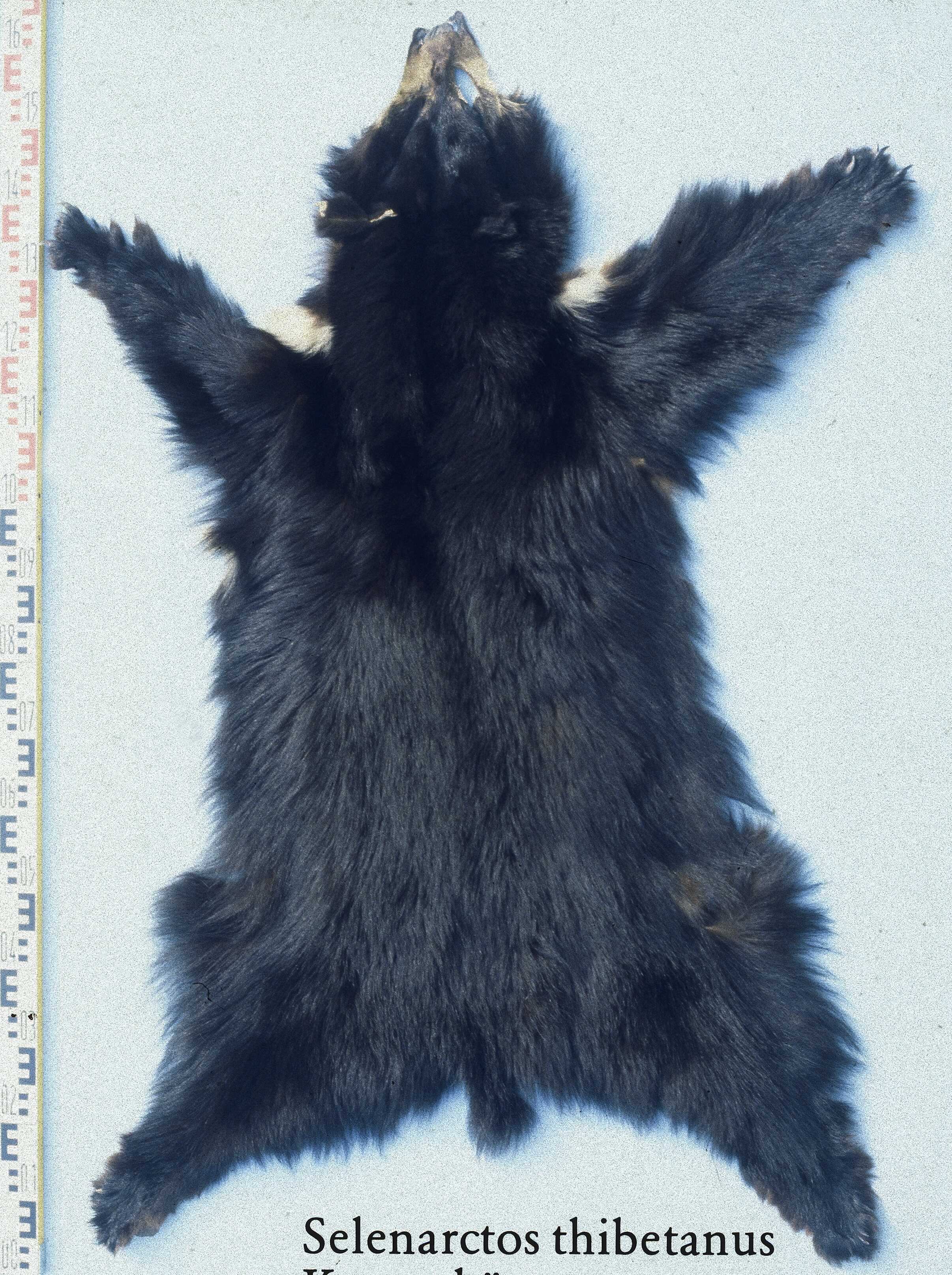
熊皮
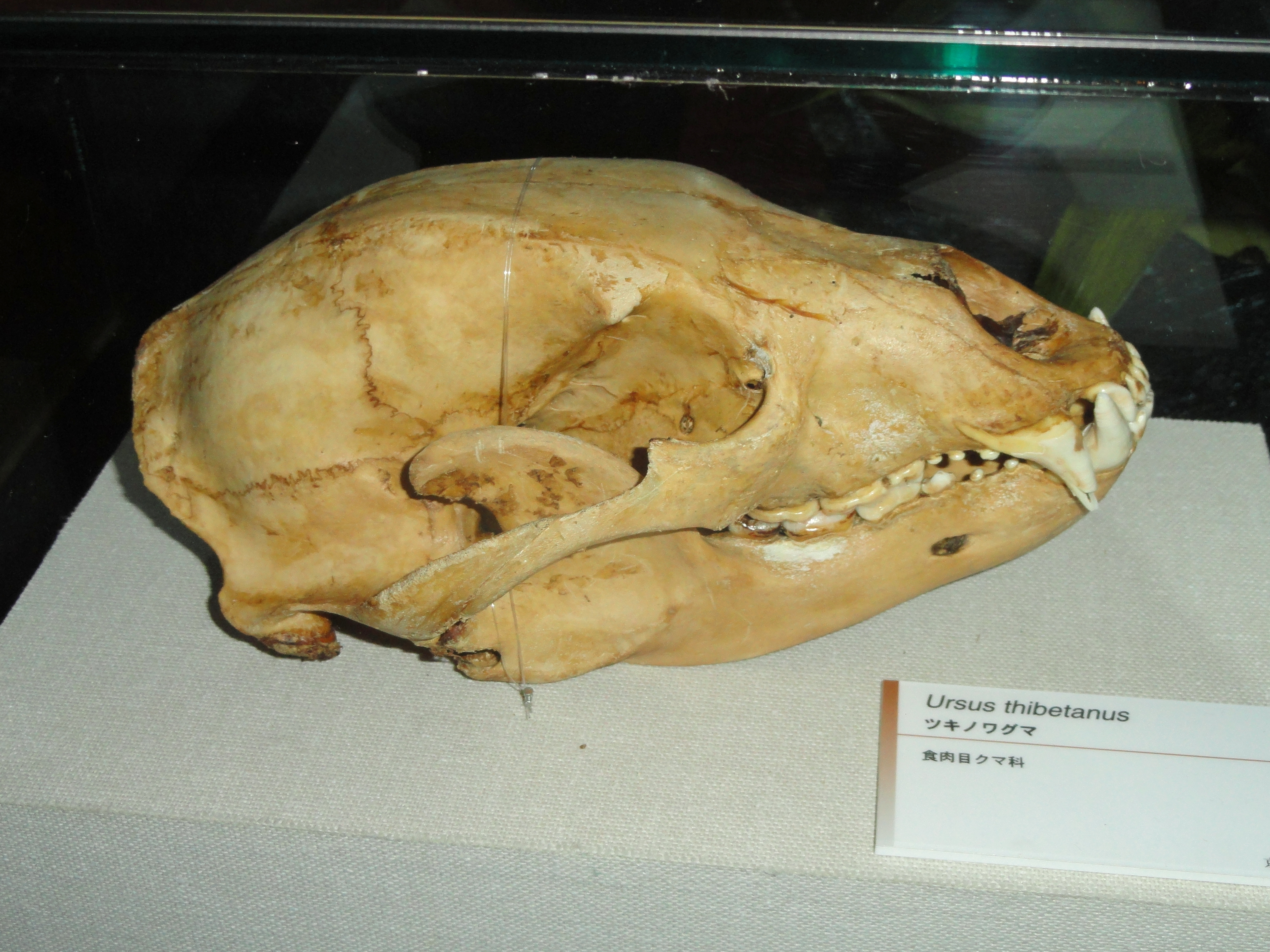
頭骨，京都大學博物館

### 外形
體型比棕熊稍小，通常肩高70—100（28—39英寸），體長120—190（47—75英寸），成年雄性體重60—200（130—440磅），成年雌性體重40—125（88—276磅）。肩部較平，臀部稍大於肩部。頭部寬圓；吻較短；鼻端裸露；眼小；耳長約10至12厘米，被有長毛。頰後及頸部兩側的毛甚長，形成兩個半圓形毛叢。胸部有一明顯的倒人字形白色或黃色斑。尾很短，約長7至8厘米。四肢粗健，前後肢都具五趾，爪彎曲呈角黑色，前足爪長於後足爪。前後足均肥厚，前足的腕墊寬大，與掌墊相連，掌墊與趾墊間有棕黑色、灰黑色短毛；後足蹠墊寬大肥厚，蹠墊與趾墊間也有棕黑色、灰黑色的短毛。

### 毛
體毛黑色而富有光澤。因東、西部地域差異，毛的長度有些區別。東部的黑熊毛較短，背毛長4至5厘米，頸側毛長6至10厘米；西南部的黑熊毛較長，背毛長4至6厘米，頸側毛長6至14厘米。黑熊胸部的毛較短，一般都未超過4厘米。毛皮一年脫換一次，舊毛的脫落和新毛的長出，為連續而緩慢的過程。一些黑熊的毛皮沒有絨毛，一些黑熊毛皮進入冬季時有絨毛。

### 毛色
東、西部的黑熊的毛色均為富有光澤的漆黑色。其中鼻部毛呈黑褐色、棕褐色；眉額處常有稀疏白毛。胸部由白色、淡黃色、赭色短毛形成「V」字形或「U」字形，部分黑熊胸斑較小，且多呈黃色和赭色。背部毛基灰黑，毛尖深黑，絨毛也呈灰黑色。幼體毛色黑褐，頭部顏色稍淡，呈棕褐沾灰黑，四肢毛色較深，胸部的白斑極為明顯。

### 頭骨
黑熊的頭骨略呈長圓形，與棕熊相比，前短後長。吻部較短，鼻骨長度約等於頭骨在第一上臼齒前的橫寬；眼眶前緣至中央門齒齒槽前緣的距離小於左右眶後突之間的距離。額骨平緩，中央不下陷。頂骨較寬；即使老齡個體也達不到頂骨的三分之一處；乳狀突很發達，致使頭骨後部顯得寬大。顴弓較弱。腭骨延伸到後臼齒的後面。鼓室扁平。下頜骨短，最後下臼齒位於眼窩前緣的後邊。

## 生態
黑熊是典型的林棲動物，雜食性，春天以山毛櫸等的新芽為食，夏天主要以螞蟻、蜜蜂等昆蟲為食，秋天主要橡樹、栗子等果實為食。秋天會大量進食，以準備冬眠。冬季在大樹的樹洞、岩洞或地洞等冬眠。交配在6~8月左右進行，一次約產1~2頭幼仔。
牠們從低海拔600米的熱帶雨林到亞熱帶的常綠闊葉林，亞熱帶乾旱河谷灌叢；溫帶落葉闊葉林、針闊葉混交林、針葉林以及海拔4000米左右的山地寒溫帶暗針葉林，都有棲息。有垂直遷徙的習慣，夏季棲息在高山，入冬前從高地逐漸轉移到海拔較低處，甚至到乾旱河谷灌叢地區。

## 亞種
- 俾路支黑熊 U. t. gedrosianus ：分布於伊朗東南部及巴基斯坦西南部的俾路支省的高海拔地區，目前的主要棲息地是位於庫茲達以南的丘陵地區，在塔克蘇里曼山（Takht-e-Suliman）、托巴-卡卡爾山脈（Toba Kakar）、加拉特（Ziarat）及卡拉特（Kalat）也都有發現。
- 西藏黑熊 U. t. thibetanus：分布於喜馬拉雅山區及中南半島地區的熱帶雨林或橡樹林裡，涵蓋尼泊爾及越南。
- 四川黑熊 U. t. mupinensis：廣泛分布在中國西南地區，此外本亞種在西藏東部橫斷山區的昌都和那曲也有分佈。
- 東北黑熊 U. t. ussuricus：又稱滿州黑熊，分布於西伯利亞南部、中國東北部黑龍江、吉林及遼寧省的小塊區域，朝鮮半島北部地區也有發現。
- 台灣黑熊 U. t. formosanus：分布於台灣。
- 日本黑熊 U. t. japonicus：分布於日本本州、九州、北海道及四國地區的原始落葉林或混和林裡，目前本州東部地區是其主要棲息地。當中熊本熊以此物種為靈感。
- 喀什米爾黑熊 U. t. laniger：分布於阿富汗、伊朗東南部和中國南部，以及分散於喜馬拉雅山的不丹及巴基斯坦，主要棲息在山區及叢林裡，夏季時，可在較溫暖的尼泊爾、中國俄羅斯及西藏，於海拔10,000至12,000英尺，接近樹帶界限地區發現；冬季時則會下到5,000英尺以下的熱帶林。

## 外部連結
- 黑熊 Hei Xiong （页面存档备份，存于） 中藥標本數據庫 (香港浸會大學中醫藥學院) （繁體中文）（英文）